# タイムトンネル
タイムトンネル (The Time Tunnel) はアーウィン・アレンが製作・監督したアメリカのタイムトラベルを主題としたSFカラーテレビ映画。製作は20世紀フォックス。1966年秋からアメリカABCで1シーズン放送されて、日本ではNHK総合テレビで、1967年春からカラーで放送された。

## 概要
タイムトンネルは、アリゾナの砂漠の地下に設けられた科学センターに作られた設備で、過去や未来に人間を送ることが出来る、時間旅行が可能な装置である。しかし、この作品では、最初にトンネルそのものが未完成でまだ完全な機能を有していない状態で、1人の若い科学者がトンネルに入り、追いかけてもう1人の科学者が入って、結局この2人が現在に戻れず過去と未来を彷徨う放浪者になるという設定で、毎回歴史の舞台に立ち会ってドラマが展開される。なおタイムトンネルの行き先は国や時代を問わず、古代ギリシアや古代イスラエル、モンゴル帝国やインドがあり、そして日本人も出てくるが、製作当時のアメリカではテレビは英語版のみの撮影(戦争映画でも英語で話すヒトラーやドイツ軍将校が出てくる)が多いため、台詞は全て英語だけであり、ダグとトニーたちも英語圏以外の旅先の登場人物と出会って初めて会話するときも、英語すらまだ産まれていない時代（たとえば古代ギリシアや古代イスラエル）の人間と話すときも違和感なく英語で会話している。

## 放送
アメリカではABCネットワークで、1966年9月9日から翌1967年4月7日まで1シーズン全30話が放映されて、この1シーズン限りで製作は中止された。
日本ではNHKで1967年4月8日から10月22日まで28話が放映された。当初は土曜日夜10:10からの放送だったが、子ども向けに見やすい時間帯に変更し、同年9月から日曜日夜6:00からの放送となった。そして全28話の放映が終わった後に、10月29日より再度第1回からの再放映となり、翌1968年5月12日で放送終了となった。なおアメリカでは全30話であったが、その中の2話である「真珠湾」（第4話）と「南硫黄島」（第17話）を舞台にしたエピソードは日本人には馴染まないとのことで放映されていない。
※放送枠の関係上、ＮＨＫ放送時には最後の転送後に次回放送の転送場面が付け足され、民放放送時にはこの部分はカットされて放送された。

## 物語
1968年、莫大な国家予算を投入した極秘の時間航行プロジェクト「チックタック計画」は、転送装置であるタイムトンネルの完成目処が立たないために計画打ち切りが検討されていた。時間航行が可能な段階まで装置の開発は進んでいたのだが、時間旅行者を転送する年代や回収の制御が困難で、実用までにはまだ先が見えない状態なのだ。計画の存続を願って自ら装置で時間航行をして機能を証明しようと時の流れの中へ旅立った若き科学者トニー・ニューマン(ジェームズ・ダレン)。彼が辿り着いたのは、氷山と接触して沈没することになる豪華客船「タイタニック号」の船上であった。トニーが危機に陥ったことを、所長以下タイムトンネルのスタッフたちが察知し、救助のため同僚の科学者ダグ・フィリップス(ロバート・コルバート)も後を追うところから2人を主人公とする果てしない時間旅行のドラマがはじまる。
タイムトンネルのある科学センターでは、転送先の状況はモニターできるが、ダグとトニーの2人と会話することが困難である場合が多いため、2人が気づかずに現代から様々なサポートを行ない、最終的には2人を現代へ帰還させようと努力する。しかし、未完の装置であるために失敗、異なる時代に転送してしまう。ドラマは各エピソード毎に歴史上の事件に遭遇し、危機的状況にありながらも事態を収拾し、その後に転送により時間を漂流する、という一話完結形式で展開されていく。ハレー彗星の地球接近に伴うパニック、トロイの木馬、マルコ・ポーロの冒険など歴史上の有名な事件が毎回登場し、各時代ごとで危機に陥りながら活躍する主人公の姿が史実やその裏話的エピソードを交えて描かれていく。
物語の大部分は過去の世界で歴史上の出来事を交えて展開され、未来へ行ったことは少ない。最も遠い未来は西暦100万年の世界で、タイムトンネルを破壊しようと核爆弾を仕掛けてトンネルで時間の世界に逃亡した外国スパイをダグとトニーが追ったものである。同じ話の中で転送によって今度は紀元前100万年の世界に送られるが、これが最も過去に行った記録である。しかし、全体では19世紀が12回、20世紀（未来の話は除く）が7回と一般的なアメリカ人なら誰もが知っている近過去の有名エピソード（リンカーンの暗殺、カスター将軍の最期、ビリー・ザ・キッド、アラモの戦いなど）から多く話が取られている。物語は、歴史に取材しているだけに重厚な筋運びのものが多いが、過去や未来の世界で地球を侵略しようとする異星人と遭遇したり、アーサー王に仕えた魔法使いが現われて魔法で主人公やタイムトンネルのスタッフを翻弄したり、ローマ皇帝ネロの亡霊が現われたりと、超自然的な物語展開を見せる場合もあった。
そして日本では最終回となった「火山の島」のラストは転送空間で漂う2人の姿を映しながら、「タイムトンネルは未完成である」とのナレーションで終わる。

## 配役

### レギュラー
- トニー・ニューマン（ジェームス・ダーレン、声：宗近晴見）
博士、若き科学者。第一話で1938年生まれと言っていたが、第四話では真珠湾攻撃(1941年)のとき僕は7歳と証言しており数字の辻褄が合わない。
- ダグ・フィリップス（ロバート・コルバート（英語版）、声：小笠原良知）
博士、プロジェクトの責任者。
- アン・マグレガー（リー・メリーウェザー、声：友部光子）
博士、唯一の女性科学者。
- ヘイウッド・カーク（ホイット・ビッセル（英語版）、声：小山源喜）
中将、所長。本人曰く、先祖はスコットランドから来たらしい。
- レイモンド・スウェイン（ジョン・ザレンバ（英語版）、声：久米明）
博士、老科学者。

### ゲスト
- ニモン（ロバート・デュヴァル、声：金内吉男）
- マルコム・スミス船長（マイケル・レニー、声：大木民夫）

## 放映一覧
| 邦題               | 原題                           | 米国放映日     | 日本放映日     | 時代                       | 場所                               | エピソード・登場人物                                                     |
| ------------------ | ------------------------------ | -------------- | -------------- | -------------------------- | ---------------------------------- | ------------------------------------------------------------------------ |
| 過去との出会い     | Rendezvous With Yesterday      | 1966年9月9日   | 1967年4月8日   | 1912年4月13日              | 大西洋上タイタニック号             | 導入編、タイタニック号の沈没                                             |
| 月への一方通行     | One Way To The Moon            | 1966年9月16日  | 1967年4月15日  | 1978年                     | 宇宙船・月                         | 米国の火星探査計画                                                       |
| 世界の終わり       | End Of The World               | 1966年9月23日  | 1967年4月22日  | 1910年5月21日              | アメリカ国内                       | ハレー彗星の接近                                                         |
| トロイの神々       | Revenge Of The Gods            | 1966年10月21日 | 1967年4月29日  | 紀元前1184年               | ギリシャ・トルコ国境               | トロイの木馬、ユリシーズ、ヘレン、パリス                                 |
| カスター将軍の最後 | Massacre                       | 1966年10月28日 | 1967年5月6日   | 1876年6月                  | 米サウスダコタ州リトルビッグホーン | リトルビッグホーンの戦い、シッティング・ブル、クレイジー・ホース         |
| 悪魔島             | Devil's Island                 | 1966年11月11日 | 1967年5月13日  | 1895年3月                  | 仏領ギアナデビルズ島               | アルフレド・ドレフュス。苛酷な牢獄島。                                   |
| 恐怖政治           | Reign Of Terror                | 1966年11月18日 | 1967年5月20日  | 1793年10月                 | フランス・パリ                     | フランス革命、マリー・アントワネット、ナポレオン                         |
| 秘密兵器A-13       | Secret Weapon                  | 1966年11月25日 | 1967年5月27日  | 1956年6月                  | 東ヨーロッパの某国                 | ソ連のタイムトンネル計画                                                 |
| リンカーン暗殺計画 | The Death Trap                 | 1966年12月2日  | 1967年6月3日   | 1861年2月                  | 米ボルチモア                       | リンカーン大統領暗殺                                                     |
| 土民の奇襲         | The Night Of The Long Knives   | 1967年3月10日  | 1967年6月10日  | 1886年5月                  | インド                             | 土民の首領ヒラ・シンによるイギリスへの反乱計画。ラドヤード・キップリング |
| Ｄデー二日前       | Invasion                       | 1966年12月23日 | 1967年6月17日  | 1944年6月4日               | 仏シェルブール                     | ノルマンディー上陸作戦                                                   |
| 最後のパトロール   | The Last Patrol                | 1966年10月7日  | 1967年6月24日  | 1815年1月                  | 米ルイジアナ州ニューオリンズ近郊   | 米英戦争（1812年）停戦後に発生したニューオーリンズの戦い                 |
| ロビンフッドの復讐 | The Revenge Of Robin Hood      | 1966年12月30日 | 1967年7月1日   | 1215年6月                  | イギリス                           | マグナカルタ、ジョン王                                                   |
| アラモの砦         | The Alamo                      | 1966年12月9日  | 1967年7月8日   | 1836年3月                  | 米テキサス州                       | テキサス独立戦争、アラモの戦い、ウィリアム・トラヴィス                   |
| 星からの侵略者     | Visitors From Beyond The Stars | 1967年1月11日  | 1967年7月15日  | 1885年                     | 米アリゾナ州                       | 宇宙人の地球侵略                                                         |
| ネロの亡霊         | The Gohst Of Nero              | 1967年1月20日  | 1967年7月22日  | 1915年10月                 | イタリア                           | 第一次世界大戦。若き日のムッソリーニ。                                   |
| ジェリコの城壁     | The Walls Of Jericho           | 1967年1月27日  | 1967年7月29日  | 紀元前1550年               | ヨルダン                           | 旧約聖書、ヨシュア                                                       |
| 黄金のマスク       | Idol Of Death                  | 1967年2月3日   | 1967年8月5日   | 1519年10月                 | ユカタン半島                       | スペインのアステカ王国侵略、コルテス                                     |
| ビリー・ザ・キッド | Billy The Kid                  | 1967年2月10日  | 1967年8月12日  | 1881年4月                  | 米リンカーン                       | ビリー・ザ・キッド、パット・ギャレット                                   |
| 海賊島             | Pirates Of Deadman's Island    | 1967年2月17日  | 1967年8月19日  | 1805年4月                  | 北アフリカ                         | バーバリ戦争、スティーヴン・ディケーター                                 |
| 死の商人           | The Death Merchant             | 1967年3月3日   | 1967年8月26日  | 1863年7月                  | 米ペンシルベニア州ゲティスバーグ   | 南北戦争、マキャヴェリ                                                   |
| スパイと怪獣       | Chase Through Time             | 1967年2月24日  | 1967年9月3日   | 1547年・百万年後・百万年前 |                                    | 恐竜のような大トカゲ。スパイの男。                                       |
| マルコポーロの謎   | Attack Of The Barbarians       | 1966年12月16日 | 1967年9月17日  | 1287年                     | モンゴル                           | マルコ・ポーロ、バトゥ                                                   |
| 魔術師マーリン     | Merlin The Magician            | 1967年3月17日  | 1967年9月24日  | 544年                      | イギリス                           | アーサー王                                                               |
| 植物性人間         | The Kidnappers                 | 1967年3月24日  | 1967年10月1日  | 8433年                     | カノパス星（カノープス）の惑星     | 人間の記憶を奪取する宇宙人、アドルフ・ヒトラー                           |
| 宇宙人の襲撃       | Raiders From Outer Space       | 1967年3月31日  | 1967年10月8日  | 1883年11月                 | スーダン・カーツーム               | アリストス星人のロンドン破壊計画。                                       |
| 恐怖の町           | Town Of Terror                 | 1967年4月7日   | 1967年10月15日 | 1978年9月                  | 米メイン州                         | アンドロ星人による地球酸素奪取計画                                       |
| 火山の島           | The Crack Of Doom              | 1966年10月14日 | 1967年10月22日 | 1883年8月                  | インドネシア                       | クラカタウの大噴火                                                       |
| （未放映）         | The Day The Sky Fell In        | 1966年9月30日  | （未放映）     | 1941年12月6日              | 米ハワイ州ホノルル                 | 真珠湾攻撃                                                               |
| （未放映）         | Kill Two By Two                | 1967年1月6日   | （未放映）     | 1945年2月                  | 南硫黄島                           | 島に残留した日本兵との奇妙な戦争ゲーム                                   |

## 施設・構造
タイムトンネルは、その名のとおりリング状の構造物を多数重ねたトンネル状の構造をしたタイムマシンで、アメリカのアリゾナ砂漠の地下深くに建造されている。タイムマシンは乗り物の形態だが、これは据え置き型の装置である。機能としてトンネルから人や物体を過去や未来へ送り出したり持ってくるなど、時間を移動するタイムマシンとしての基本機能に加え空間移動も可能で、時空座標を設定してその場所の映像をモニターしたりはできるが、会話については完成度が低く常時通話することは出来なかった。
時間航行研究は冷戦下という状況や社会に与える影響を考慮し極秘に推進されている国家プロジェクトで、関係者間では「チックタック計画」との暗号名で呼称されている。所長のカークが陸軍中将で常に制服を着用し、武装した警備兵が常駐していることからも、アメリカ陸軍の管理下にあることは明らかであり、兵器としての使用が開発目的に入っていることが示唆されている。タイムトンネルはアリゾナ砂漠の地下に建造された研究施設の地下800階に設置されており、深いシャフトには近代的な構造物や通路が張り巡らされていて、開発計画がアポロ計画に匹敵する巨大プロジェクトであることが窺える。装置は毎回登場するもののコントロールフロアから見たものがほとんどで、全貌を映したショットがほとんどないために構造の把握し難いが、数少ない俯瞰映像を見ると巨大なリングがトンネル状でかなりの長い距離（一説には数km）に渡って連なっており、その外周を別のトンネルが覆っているのがわかる。構造の具体的な説明がないためにトンネルのもう一方の端がどうなっているかは不明である。
作動原理についても劇中では具体的理論や説明はないが、当初の設定では装置が作動するとトンネルの一端が時空を越えて繋がり、歩いて往来が可能となるどこでもドアのようなものであったらしい。しかしそれではビジュアル面でのインパクトが乏しいため、映画『2001年宇宙の旅』の「スターゲートコリドー(星の回廊)」に似た異次元を落下しながら転送される演出になった。転送時や転送先をモニターする場合には、トンネルの壁面に設置された装置がせり出してくる。映像だけでなく、音も聞くことができ、途中からコントロール側からの音声連絡も可能になった。また、当初は人間をカプセルに乗せトンネルで送る方式が研究されたが、トンネル自体に全ての機能を組み込む方式に変更されたことが、劇中で言及されている。時空航行を行う人間は、トンネルから放射される特殊な放射線を浴びる。これは「放射線浴 "Radiation Bath" 」と呼ばれる。これを浴びることにより、人間は時空航行が可能となり、どの時代に送られたかを、コントロール側で探知することもできる。ドイツ第三帝国やソ連で開発していたタイムトンネルは、この放射線浴が無かったために、計画が失敗している。
時空転送は装置の微妙な制御が困難である事や不確定要因に対する理論体系が確立していない模様で、計算どおりの転送はなかなか実現しない。同時代での空間移動や現代から物体や人物を転送する場合はほとんど成功している。回収に成功し主人公が現代に帰還するエピソードが1回あるが、その時は時空の穴に入ってしまい、帰還したトニーは研究スタッフの誰もが身動きしない時間が止まった状態を目撃して、再び元の時代に戻る話になっている。さらには、魔術師マーリンが出てくる回ではマーリンは魔術でトニーとダグを一度現代に戻している。しかし二人はフリーズされた状態だったのでそのことを記憶していない。

## 製作背景
それまでのタイムマシンはハーバート・ジョージ・ウェルズの『タイムマシン』のように時間旅行者が搭乗する機械であり、多くが天才的発明家が屋敷や納屋で個人的に作った発明品として描かれていた。
タイムトンネルが設定上画期的だったのは、1960年代当時の宇宙開発計画を思わせる国家プロジェクトの産物である巨大な装置により時間航行する、という近未来的なリアリティにあった。アリゾナ砂漠で暗号名で推進される極秘計画との設定は、原子爆弾を開発したマンハッタン計画も連想させる。製作・監督のアーウィン・アレンはTV『原潜シービュー海底科学作戦』で近未来をリアルに描写したSFで評価を得たが本作でもそのコンセプトが継承され、それまでの宇宙や未来世界を描いた子供向けSFドラマとは一線を画した、大人の鑑賞に堪える世界観を作り出している。アポロ計画のミッションコントロールセンターを思わせる科学センターに設置された機器やコンピュータのリアルな造形、軍関係の所員や警備、議会による計画打ち切りという演出もドラマに現実感を与え、その後の近未来SF作品に与えた影響は少なくない。後の映画『タイムライン』や『スターゲイト』、『コンタクト』（後の2作はタイムマシンではない）の転送装置や研究機関はタイムトンネルの設定コンセプトの延長線にあるものと言える。また時空転送の際に亜空間や異次元を経由するコンセプトや表現も、現在のSFで広く使われている。シリーズ中のエピソードでタイムトンネルがドイツ第三帝国が開発していた決戦兵器の戦利技術で、ソ連でも同じ技術で装置を開発していたと事が明かされ、本作が宇宙開発や核兵器開発を準えていることをうかがわせる。
予算問題からタイムトンネル計画打ち切りの検討からはじまるこのドラマだが、壮大なストーリーの割に製作費が削られた作品であったため脚本家の皮肉もこめられていた。事実各エピソードには毎回大規模なスペクタクル・シーンが登場するものの、そのほとんどは配給会社である20世紀フォックスの劇場作品から流用したもので、科学センター以外のドラマ本編は低予算な作りとなっていた。にもかかわらずストーリー展開の面白さからアメリカや日本でも好評だった本作品だったが、後期シリーズの未来や宇宙人を扱ったエピソードが増えた事による視聴率不振のため、ドラマの決着がつかないまま中途打ち切りとなってしまった。これは並行して製作していた『宇宙家族ロビンソン』が低年齢向け路線に変更し人気を博したのに追随して、失敗した結果である。ちなみにアメリカでの本放送の最終話は宇宙人侵略阻止のエピソードで終っている。『タイムトンネル』はSFドラマとして他作品への影響も大きいエポックメーキング的作品にもかかわらず、現在語られることが少ないのは、全30話という放送期間の短さと未完のドラマとなってしまったことに原因がある。
しかし、アレンのリアリティ追求路線は、後に手掛けた70年代パニック映画や大作ブームの火付け役となる『ポセイドン・アドベンチャー』や『タワーリング・インフェルノ』などの劇場作品へも受け継がれ、その後のSF、パニック、スペクタクル作品のスタイルに多大な影響を与えた功績は多い。また一連の作品は『2001年宇宙の旅』や『ジョーズ』、『未知との遭遇』が登場してくる布石ともなっている。タイムトンネルをはじめアレン作品の音楽を手掛けたのは、スティーヴン・スピルバーグやジョージ・ルーカス作品などの音楽担当として知られるジョン・ウィリアムズで、アレン作品は彼の出世作にもなっている。

## その他
- 各回のエピローグは、別の時代へ転送されて危機に陥る主人公たちの次回冒頭エピソードが予告編的に挿入され、次回へ期待を抱かせるアレン作品のTV『宇宙家族ロビンソン』同様の連続活劇的演出がとられた。
- この作品は1960年代のものだが、タイムトンネルという言葉は現在でもタイムマシンの一種として定着し使われている。また意味が変じて古い時代を扱うことを目的としたイベントや、過去の記録のような懐古的趣味の意味でも使われている。（参考：外部リンク「タイムトンネルという言葉を使ったサイト」）
- 全編を通して見ると明らかなことだが、本ドラマは世界規模の歴史を題材にしているにもかかわらず、黒人の主要出演者が登場していない[13]。そのため、奴隷解放を目指すリンカーンの暗殺計画が描かれたエピソードでさえ、黒人は出てこない。黒人だけでなくアラブ人も同様で、アフガニスタンが舞台の「土民の奇襲」の回にいたっては、現地人の首領をメークした白人の俳優が演じているほどである。1965年スタートの「アイ・スパイ」、1966年スタートの「スパイ大作戦」や「宇宙大作戦」の頃から黒人俳優が主演を演じており、アレン作品では1968年スタートの「巨人の惑星」から変わっていった[14]。また、インディアンも同様の差別のため、ほとんど非インディアンがインディアン風のメイクでこれを演じている。一方、アジア系の俳優は、このような出演制限はないが、それぞれの出身国籍は無視したものとなっている。